# Куверт (сервировка)

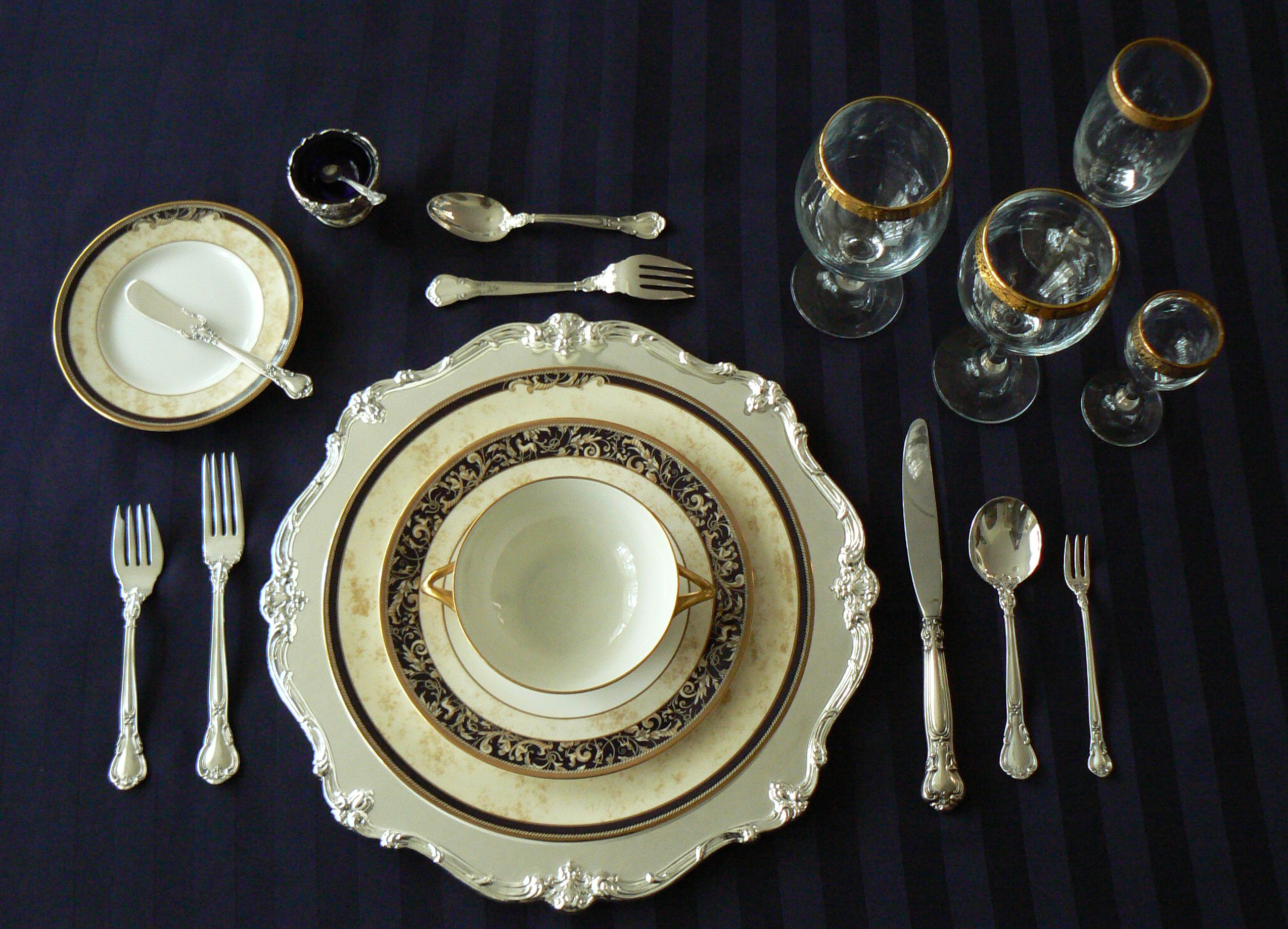
Куверт

Куве́рт (от фр. couvert, покрытый) — термин, обозначающий полный набор предметов для одной персоны на накрытом столе, в другом источнике указано что куверт, франц., обеденный прибор на накрытом столе.
Выражение «стол на 55 кувертов» означает стол, накрытый на 55 персон.

В Павловских уставах полевой пех. и кавал. службы 1796 г. определялось, что генерал-А. «в поле имеет стол в 8 кувертов и 8 блюд без десерта, да для офицеров на 4 куверта, в то время как фельдмаршал имеет стол на 10 кувертов и другой для офицеров на 6 кувертов». — Аншеф // Военная энциклопедия : [в 18 т.] / под ред. В. Ф. Новицкого … [и др.]. — СПб. ; [М.] : Тип. т-ва И. Д. Сытина, 1911—1915.
В куверт входят столовые приборы (ножи, ложки, вилки), тарелки, бокалы, салфетка.